# ترور نوآ
تروِر نوآ (به انگلیسی: Trevor Noah) طنزپرداز سیاسی، نویسنده، تهیه‌کننده، دی جی، مجری تلویزیونی، هنرپیشه، منتقد رسانه‌ای و از مخالفان سرسخت دونالد ترامپ و کمدین اهل آفریقای جنوبی است.او شغل خود را در سال ٢٠٠٢ در آفريقاي جنوبي به عنوان ميزبان برنامه هاي تلويزيوني آغاز نمود.
کمدی سنترال در مارس ۲۰۱۵ اعلام کرد که در پی جدایی جان استوارت او مجری جدید نمایش روزانه خواهد بود.
نوآ سرگذشت خود را در کتاب زادهٔ جرم (Born a Crime) نوشت. افزون بر خود نویسنده مادر آفریقاییش پاتریشیا نومبوییسلو نوآ (Patricia Nombuyiselo Noah) نقشی کلیدی در خاطرات او دارد، اما نویسنده از پدر اروپاییش کمتر می گوید. این کتاب هفته ها جزو لیست پرخواننده ترین کتابها در فهرست نیویورک تایمز باقی ماند.
ترور نوآ میزبان مراسم اهدای جوایز گرمی (Annual Grammy Awards) برای دو سال پی در پی (۲۰۲۱ و ۲۰۲۲) بود(63th and 64th Annual Grammy Awards). او اخیرا اعلام کرد که در فوریه ی سال جاری (۲۰۲۲) به شغل خود به عنوان مجری برنامه ی آمریکایی نمایش روزانه پس از ۷، سال خاتمه خواهد داد.

## پیش‌زمینه
نوآ از پدری سفیدپوست (با تبار سوییسی آلمانی) و مادری سیاهپوست اهل آفریقای جنوبی متولد شد. او زبان انگلیسی، زبان آلمانی، زبان خوسایی، زبان زولو، زبان سوتو و آفریکانس را می داند.

## دیدگاه سیاسی
نوآ جان استوارت را سرمشق خویش می شمارد و خود را همچون او ترقی‌خواه می‌داند.